# Ханну Патронен
Ханну Патронен (фін. Hannu Patronen, нар. 23 травня 1984, Ярвенпяа, Фінляндія) — колишній фінський футболіст, що грав на позиції центрального захисника.

## Ігрова кар'єра

### Клубна
Ханну Патронен є вихованцем футбольної школи клубу «Гонка». З 2002 року захисник забронював за собою місце основного центрального захисника і провів у складі команди понад сотню матчів. Влітку 2008 року Патронен підписав контракт на 3,5 роки зі шведським «Гельсінгборгом». Вже у липні того року захисник дебютував у Аллсвенскан, коли відіграв увесь матч проти столичного АІКа. 2011 рік став переможним для клуба і футболіста. У складі «Гельсінгборга» Патронен став чемпіоном Швеції та виграв національний Кубок.
Перед початком сезону 2012 року Патронен як вільний агент перейшов до норвезького «Согндала», з яким підписав контракт на два роки. З першого сезону Ханну став основним гравцем в центрі захисту команди і після завершення дії контракту він продовжив угоду з норвезьким клубом.
На початку 2017 року футболіст повернувся до Фінляндії, де приєднався до столичного ГІКа. З яким ще двічі вигравав чемпіонат Фінляндії. У 2019 році після завершення контракту Патронен перейшов до клубу ГІФК, де у 2021 році завершив ігрову кар'єру.

### Збірна
Ханну Патронен провів шість ігор у складі національної збірної Фінляндії.

## Титули
Гельсінгборг
 Чемпіон Швеції: 2011
 Переможець Кубка Швеції: 2011
ГІК
 Чемпіон Фінляндії (2): 2017, 2018